# Ensemble Grünenbaindt
Das Ensemble Grünenbaindt umfasst den historisch bebauten Bereich von Grünenbaindt, einem Gemeindeteil von Dinkelscherben im schwäbischen Landkreis Augsburg in Bayern. Das Ensemble ist ein geschütztes Baudenkmal.

## Geschichte

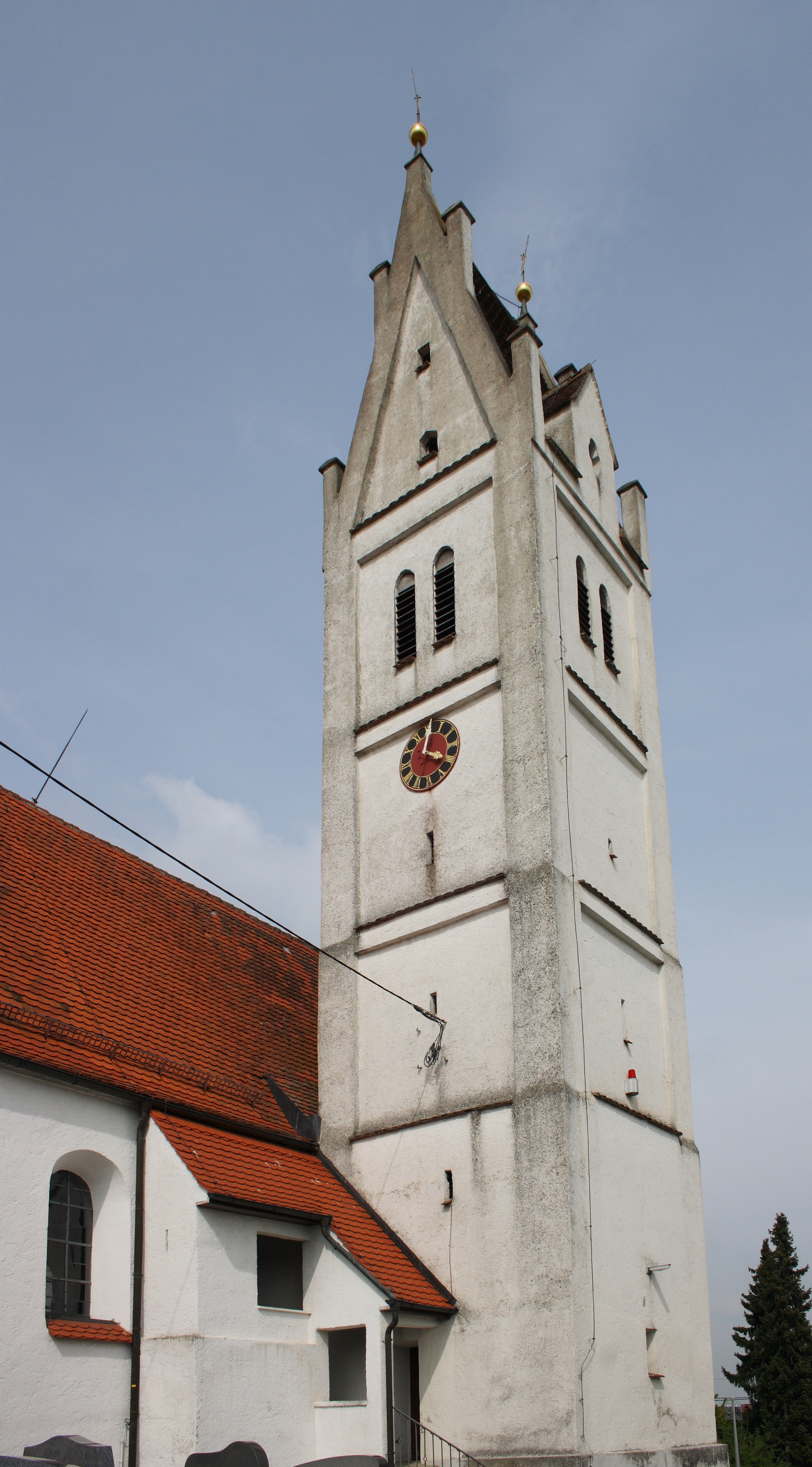
Katholische Pfarrkirche St. Peter und Paul

Grünenbaindt entstand im 14. Jahrhundert als Rodungssiedlung. Ab 1324 wurde entlang der damaligen Heer- und Handelsstraße Augsburg – Ulm, die über Freihalden und Jettingen nach Günzburg führte, eine Siedlung mit Kirche und Pfarrhof errichtet.

## Beschreibung
Der Ortskern besteht aus einer etwa 750 Meter langen westöstlich gerichteten und nach Osten stark abfallenden Straßenachse. Zu beiden Seiten reihen sich etwa je 25 bäuerliche Anwesen dicht aneinander. 
Die mittelalterliche Grundrissstruktur der Siedlung ist gut erhalten. An die Straßenfronten stoßen einheitlich und in etwa gleichen Abständen die Giebel der Wohnstallhäuser. Die zweigeschossigen verputzten Satteldachbauten des späten 19. und frühen 20. Jahrhunderts haben die älteren erdgeschossigen Bauten ersetzt. An den beiden Ortsenden stehen auch einzelne Traufseithäuser. Jedes Anwesen besitzt einen Hausgarten, wobei die Abgrenzung der Gartenflächen gegen die Feldflur die Grenze des Ensembles an der Nord- und Südseite der Siedlung bildet. 
Etwa in der Mitte des Straßenangers steht die vom Friedhof umgebene, spätmittelalterliche Pfarrkirche St. Peter und Paul. Sie setzt zusammen mit dem Gemeindehaus einen deutlichen Akzent im Ortsbild. 
Auch das Pfarrhaus von 1733 hebt sich von den bäuerlichen Anwesen ab. 